# Ministre de l'Emploi et du Développement social
Le ministre de l'Emploi et du Développement social (nom officiel au moment de l'abolition du poste), également connu en pratique comme ministre de l'Emploi, du Développement de la main d'œuvre et de l'Inclusion des personnes handicapées (jusqu'en 2023), ministre de l'Emploi, du Développement de la main-d'œuvre et des Langues officielles puis ministre de l'Emploi, du Développement de la main-d'œuvre et du Travail (jusqu'en mars 2025) était le ministère de la Couronne du cabinet du Canada qui est chargé de la politique de l'emploi et de la formation de la main-d'œuvre. Il peut également y avoir simultanément un ministre de l'Emploi et un ministre du Travail.
Lors de la formation du 30e conseil des ministres nommé par Mark Carney le 14 mars 2025, le poste est aboli et remplacé par le poste de ministre de l'Emploi et des Familles qui combine plusieurs responsabilités ministérielles attribuées à des postes distincts lors du 29e conseil des ministres.

## Historique
Le premier ministre du Développement des ressources humaines est nommé le 12 juillet 1996 à la suite de la réorganisation gouvernementale ayant abouti à l'abolition du Ministère de l'Emploi et de l'Immigration.
Entre 2015 et 2019, le titulaire est désigné ministre de l'Emploi, du Développement de la main d'œuvre et du Travail, à la suite d'un transfert de certaines responsabilités du ministère de l'Emploi et du Développement social.
À partir du 20 novembre 2019, le poste est scindé en 2:
- Le poste de ministre de l'Emploi, du Développement de la main-d'œuvre et de l'Inclusion des personnes handicapées revient à la libérale Carla Qualtrough, députée de Delta.
- Le poste de ministre du Travail est recréé et revient à la libérale Filomena Tassi, députée de Hamilton-Ouest—Ancaster—Dundas

Lors du remaniement de juillet 2023 le poste est renommé ministre de l'Emploi, du Développement de la main-d'œuvre et des Langues officielles.

## Liste des titulaires
| Ministre                                                      | Ministre       | Ministre | Parti        | Début            | Fin              | Cabinet          | Ministère        |
| ------------------------------------------------------------- | -------------- | --- | ------------ | ---------------- | ---------------- | ---------------- | ---------------- |
| De 1977 à 1996, voir Ministre de l'Emploi et de l'Immigration |                | |              |                  |                  |                  |                  |
|                                                               |                | Doug Young Ministre du Développement des ressources humaines                                                           | Libéral      | 12 juillet 1996  | 3 octobre 1996   | 26e (Chrétien)   | DRHC             |
|                                                               |                | Pierre Pettigrew Ministre du Développement des ressources humaines                                                     | Libéral      | 4 octobre 1996   | 2 août 1999      | 26e (Chrétien)   | DRHC             |
|                                                               |                | Jane Stewart Ministre du Développement des ressources humaines                                                         | Libéral      | 3 août 1999      | 11 décembre 2003 | 26e (Chrétien)   | DRHC             |
|                                                               |                | Joe Volpe Ministre des Ressources humaines et du Développement des compétences                                         | Libéral      | 12 décembre 2003 | 13 janvier 2005  | 27e (Martin)     | DRHC             |
|                                                               |                | Lucienne Robillard Ministre des Ressources humaines et du Développement des compétences                                | Libéral      | 14 janvier 2005  | 16 mai 2005      | 27e (Martin)     | DRHC             |
|                                                               |                | Belinda Stronach Ministre des Ressources humaines et du Développement des compétences                                  | Libéral      | 17 mai 2005      | 4 octobre 2005   | 27e (Martin)     | DRHC             |
| 5 octobre 2005                                                | 5 février 2006 | Belinda Stronach Ministre des Ressources humaines et du Développement des compétences                                  | Libéral      | RHDSC            |                  | 27e (Martin)     |                  |
|                                                               |                | Diane Finley Ministre des Ressources humaines et du Développement social                                               | Conservateur | RHDSC            | 6 février 2006   | 3 janvier 2007   | 28e (Harper)     |
|                                                               |                | Monte Solberg Ministre des Ressources humaines et du Développement social                                              | Conservateur | RHDSC            | 4 janvier 2007   | 29 octobre 2008  | 28e (Harper)     |
|                                                               |                | Diane Finley Ministre des Ressources humaines et du Développement des compétences                                      | Conservateur | 30 octobre 2008  | 14 juillet 2013  | RHDCC            | 28e (Harper)     |
|                                                               |                | Jason Kenney Ministre de l'Emploi et du Développement social                                                           | Conservateur | 15 juillet 2013  | 11 décembre 2013 | RHDCC            | 28e (Harper)     |
| 11 décembre 2013                                              | 9 février 2015 | Jason Kenney Ministre de l'Emploi et du Développement social                                                           | Conservateur | EDSC             |                  |                  | 28e (Harper)     |
|                                                               |                | Pierre Poilievre Ministre de l'Emploi et du Développement social                                                       | Conservateur | EDSC             | 9 février 2015   | 4 novembre 2015  | 28e (Harper)     |
|                                                               |                | MaryAnn Mihychuk Ministre de l'Emploi, du Développement de la main d'œuvre et du Travail                               | Libéral      | EDSC             | 4 novembre 2015  | 10 janvier 2017  | 29e (J. Trudeau) |
|                                                               |                | Patricia Hajdu Ministre de l'Emploi, du Développement de la main d'œuvre et du Travail                                 | Libéral      | EDSC             | 10 janvier 2017  | 21 novembre 2019 | 29e (J. Trudeau) |
|                                                               |                | Carla Qualtrough Ministre de l'Emploi, du Développement de la main-d'œuvre et de l'Inclusion des personnes handicapées | Libéral      | EDSC             | 21 novembre 2019 | 23 juillet 2023  | 29e (J. Trudeau) |
|                                                               |                | Randy Boissonnault Ministre de l'Emploi, du Développement de la main-d'œuvre et des Langues officielles                | Libéral      | EDSC             | 23 juillet 2023  | 20 novembre 2024 | 29e (J. Trudeau) |
|                                                               |                | Ginette Petitpas Taylor Ministre de l'Emploi, du Développement de la main-d'œuvre et des Langues officielles           | Libéral      | EDSC             | 20 novembre 2024 | 20 décembre 2024 | 29e (J. Trudeau) |
|                                                               |                | Steven MacKinnon Ministre de l'Emploi, du Développement de la main-d'œuvre et du Travail                               | Libéral      | EDSC             | 20 décembre 2024 | 14 mars 2025     | 29e (J. Trudeau) |